# Шмель глинистый
Шмель глинистый (лат. Bombus argillaceus) — редкий вид шмелей, занесённый в Красную книгу Чеченской Республики, Смоленской области, Севастополя, Крыма и Украины.

## Распространение
Европейская часть России, Закавказье, Туркмения, страны Средиземноморья.

## Описание
Светлые волоски на передней части спинки и на щитике, черные или темно-коричневые волоски на лбу выше основания усиков, черные волоски в задней части 2-го
тергита брюшка. Гнездятся у поверхности почвы, используют мох и сухую траву для строительства гнёзд. Посещают растения семейства бобовых (Fabaceae) и лютиковых (Ranunculaceae).